# Jbabra
Jbabra  (in arabo اجبابرة‎?) è un centro abitato e comune rurale del Marocco situato nella provincia di Taounate, regione di Fès-Meknès. Conta una popolazione di 18 592 abitanti (censimento 2014).